# Plectris coxalis
Plectris coxalis är en skalbaggsart som beskrevs av Moser 1921. Plectris coxalis ingår i släktet Plectris och familjen Melolonthidae. Inga underarter finns listade i Catalogue of Life.